# تفجيرات القاهرة 2005

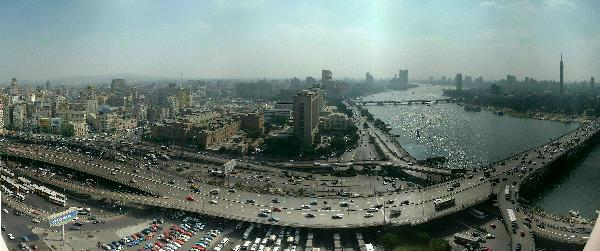

تفجيرات القاهرة 2005 حدثت في أبريل وكانت 3 هجمات بدائية أسفرت عن مقتل 3 أفراد.

## الهجمة الأولى فيخان الخليلي
الخميس 7 أبريل بشارع الموسكي تفجير أدى إلى مقتل فرنسيان وأمريكي وإصابة 11 مصري وأجانب.

## الهجمة الثانية أسفل كوبري 6 أكتوبر
الأحد 30 أبريل في موقف الأتوبيسات وأدى إلى إصابة 7 أفراد ثلاثة مصريين و4 سياح «إسرائيليان وسويدي وإيطالية» ومقتل منفذ العملية.

## الهجمة الثالثة بالقلعة
فتحت سيدتان منتقبتان النار من أسلحة نارية على حافلة سياحية وأصابوا 3 ثم قتلت إحداهما الأخرى وانتحرت . تعتبر تلك الحادثة أول عمل إرهابي لنساء في تاريخ مصر الحديث.